# Holopogon vockerothi
Holopogon vockerothi là một loài ruồi trong họ Asilidae. Holopogon vockerothi được Martin miêu tả năm 1959. Loài này phân bố ở vùng Tân Bắc giới.